# Ребке
Ребке (нем. Räbke) — община в Германии, в земле Нижняя Саксония.
Входит в состав района Хельмштедт. Подчиняется управлению Норд-Эльм. Население составляет 689 человек (на 31 декабря 2010 года). Занимает площадь 11,35 км².
| Год  | Население |
| ---- | --------- |
| 1990 | 612       |
| 1995 | 658       |
| 2000 | 636       |
| 2005 | 701       |
| 2010 | 692       |